# Phenacoccus neohordei
Phenacoccus neohordei är en insektsart som beskrevs av Marotta 1992. Phenacoccus neohordei ingår i släktet Phenacoccus och familjen ullsköldlöss. Inga underarter finns listade i Catalogue of Life.